# Pedro de Moya

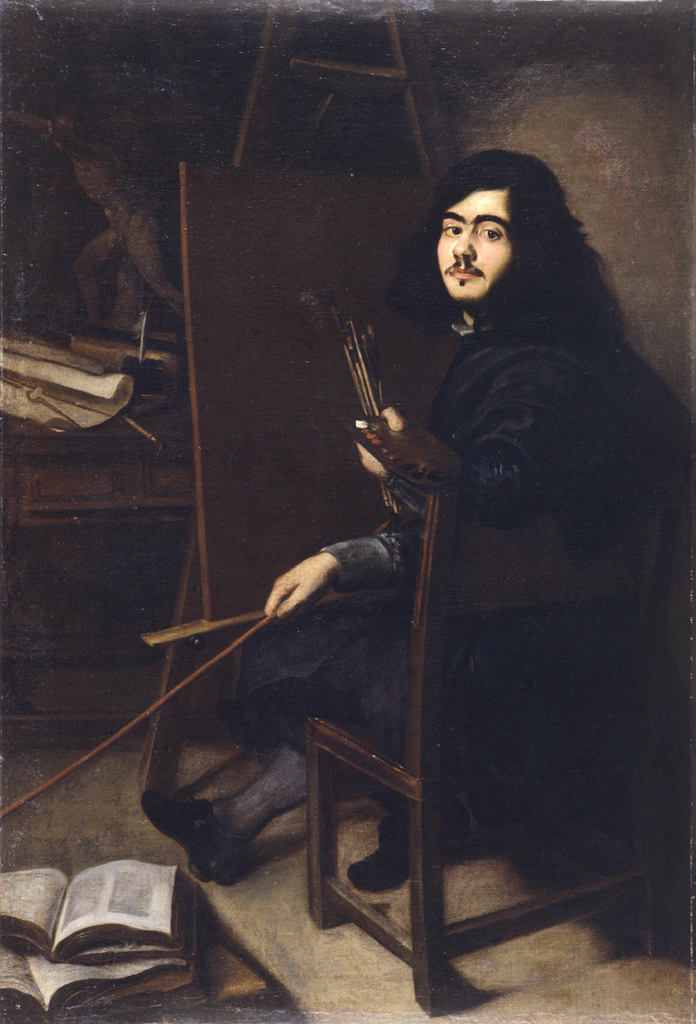
Autorretrato, óleo sobre lienzo (151 x 106 cm.) Museo de Bellas Artes de Burdeos

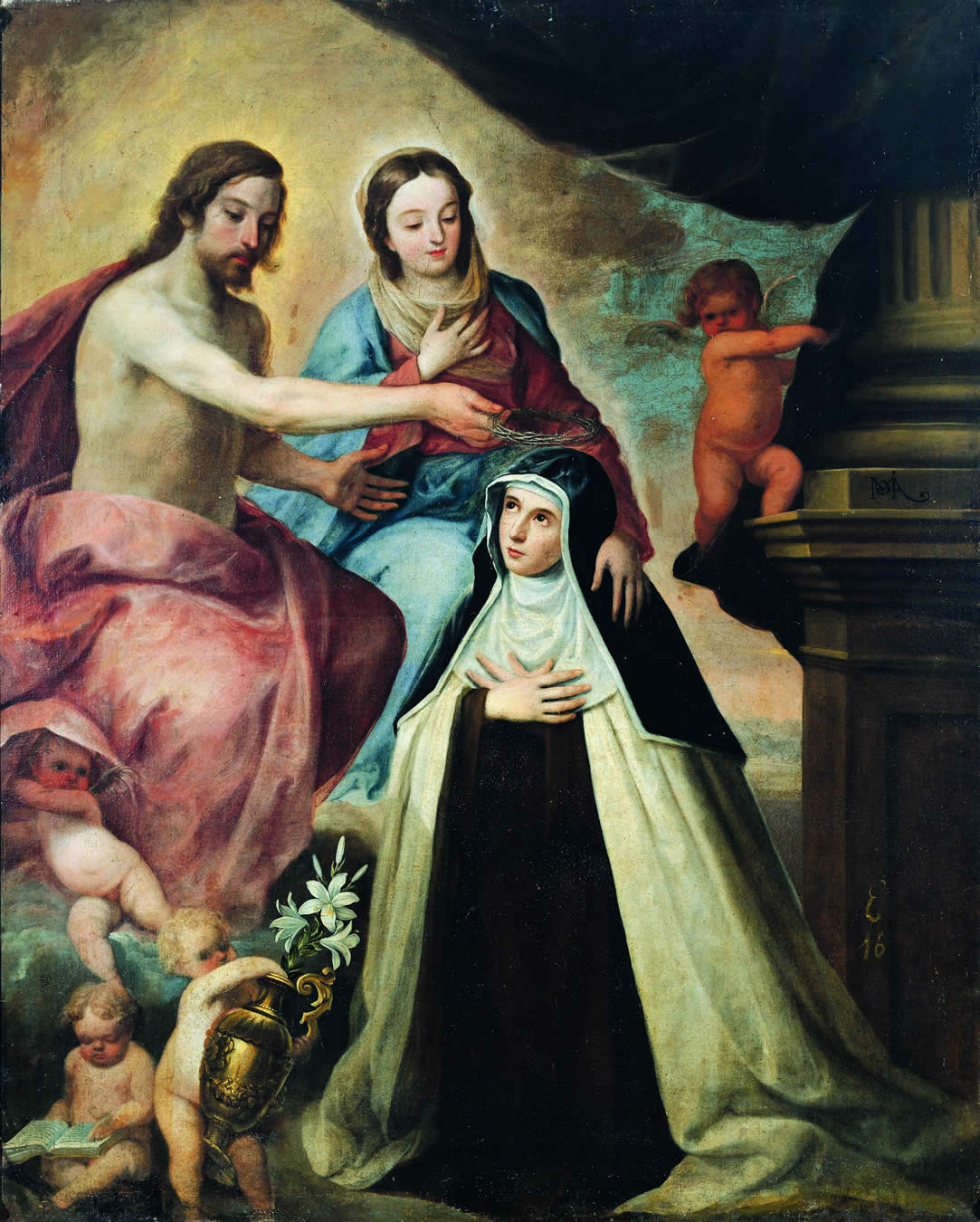
Visión de Santa María Magdalena de Pazzi, óleo sobre lienzo (209 x 169 cm.) Museo de Bellas Artes de Granada. El tono amable y equilibrado, como se puede observar en esta visión de la santa florentina, caracteriza la pintura de Moya.

Pedro de Moya (Granada, c. 1610-15 de enero de 1674)  fue un pintor barroco español, de biografía enigmática y escasa obra conocida, supuesto renovador de la escuela granadina de pintura, en la que introdujo, según Antonio Palomino, la «buena manera avandicada».

## Biografía
Nacido en Granada, no existe rastro documental hasta 1644, año en que contrajo matrimonio en la misma ciudad. Según Palomino, su primer biógrafo, tuvo «ligeros principios» en Sevilla en la escuela de Juan del Castillo; de allí pasó a Flandes y a Inglaterra sirviendo al rey en la milicia, donde conoció a Van Dyck y «aprovechó grandemente» en su escuela, retornando a España quizá en 1641, a la muerte de quien habría sido su maestro. A su vuelta se estableció primero en Sevilla «muchos años», dejando allí «obras eminentes», antes de retornar a Granada. Nada de ello se ha podido confirmar documentalmente y las pocas obras conocidas de Moya, en las que se muestra como «discreto seguidor de Cano» no permiten confirmarlo. Todos los documentos conocidos, aportados por Manuel Gómez Moreno y Emilio Orozco Díaz, lo sitúan en Granada, donde tuvo como discípulos a Juan de Sevilla y Juan de Bustamante, viviendo de alquiler con relativa modestia hasta su muerte, ocurrida en 1674 y no en 1666 como había afirmado Palomino.

## Obra
Entre las escasas obras firmadas que se han conservado pueden destacarse la Visión de Santa María Magdalena de Pazzi, del Museo de Bellas Artes de Granada, y un Descanso en la huida a Egipto en el hospital de la Caridad de Carmona. Básicamente canescas por el equilibrio compositivo, con predominio de las diagonales, y la utilización de colores de entonación cálida, sus tipos femeninos, de rasgos finos y elegantes, pueden acusar el conocimiento de Van Dyck a través de la estampa. Menos expresivos son el Retrato del arzobispo Escolano, de propiedad particular, y su copia sin firma del palacio arzobispal. También le pertenece un Santo Domingo en Soriano dado a conocer recientemente, conservado en el Colegio Mayor El Carmelo de Salamanca, probablemente obra juvenil a juzgar por el primitivismo de su factura, dentro de la tradición flamenca de la pintura sevillana de una generación anterior, y la torpeza con que se han pintado las manos aunque en algunos rostros se advierten rasgos semejantes a los de las composiciones antes citadas.
Se le ha atribuido además un muy estimable Autorretrato, o Retrato de un pintor, del Museo de Bellas Artes de Burdeos, donde el retratado aparece en acción sorprendida, sentado ante el caballete y girado hacia el espectador en gesto rápido. En el espacio reducido del estudio, como una afirmación de la liberalidad del arte de la pintura, que se forma en la mente y nace del esfuerzo intelectual, aparecen algunos libros abiertos junto a otros instrumentos propios del oficio: papeles, compás, tintero y un modelo en yeso del Gladiador borghese.